# Ban Phokandong
Ban Phokandong – wieś położona w południowo-wschodnim Laosie, w prowincji Attapu, w dystrykcie Phouvong.